# 颶風烏萊奇
飓风乌莱奇，也稱作颱風烏萊奇，是一个1988年于8月生成且十分长寿的热带气旋，它对陆地产生了轻微的影响。乌莱奇起源于一个的热带辐合带中热带扰动。8月28日，乌莱奇在夏威夷东南方增强为一热带低压。随着系统的西移，其组织性转好，于30日增强为热带风暴，再于31日增强为一飓风。乌莱奇随后迅速增强，9月2日达到萨菲尔-辛普森飓风等级下的三级飓风。飓风猎人测得其巅峰时期的风速达110節，最低气压低至957百帕（28.26英寸汞柱）。随后，乌莱奇在夏威夷西南方近乎停滞，为夏威夷州沿岸带来大浪。在歐胡岛，巨浪使2人丧生。
9月4日，系统再次开始向西北偏西方向移动并逐渐远离夏威夷，欠佳的环境使其开始减弱。之后环境再次转好，系统重新增强，9月7日达到第二次巅峰，风速达到165km/h，即萨菲尔-辛普森飓风等级下的二级飓风。系统随后横过国际日期变更线，并被重新分类为台风。系统持续远离陆地，于9月12日减弱为一热带风暴。乌莱奇逐渐转向偏北方向移动，之后转向偏东方向移动。4天后，已经非常孱弱的系统转化为一温带气旋，并于9月17日在国际日期变更线附近完全消散。

## 气象历史
1988年8月末，中太平洋飓风中心的预报员开始注意热带辐合带内的逐渐增强的對流活动。在8月28日1200UTC，一个低压区被升格为热带低压01C，当时系统位于夏威夷岛东南方约1300公里处，并向西北偏西方向移动。次日，系统稳定地增强并于8月29日18:00UTC达到烈风风力，同时被命名乌莱奇（Uleki）。 8月31日，系统的最大风力达到每小時120公里，同时获升格为飓风，当时系统位于希洛以南约560公里处。随后，乌莱奇快速增强并于当天晚些时候达到大型飓风强度。在达到大型飓风强度之后，乌莱奇的移速减慢并于9月1日因高层引导气流的减弱而陷入停滞。
当飓风位于夏威夷西南时，飓风猎人对乌莱奇进行了数次探测。9月2日，它们测得最大风速205km/h，最低气压957hPa，这也是乌莱奇的巅峰强度。此时，乌莱奇呈现出有组织的，紧致的环流。随后的2天里，系统缓慢移动和打转，并增加了一些偏北分量。随着系统的减弱，其环流逐渐扩张而组织性转差。逐渐增大的垂直风切变和受阻的高层流出共同影响了乌莱奇。乌莱奇的风速于9月4日12:00UTC降至130km/h，受到副热带高压的影响并重新向西北偏西方向移动。9月5日，乌莱奇在约翰斯顿环礁和法属军舰浅滩的中点附近通过。9月7日起，环境重新变得有利于系统再次增强，减弱的趋势停止了。随着系统逐渐靠近国际日期变更线，其中心风力增强至165km/h。
9月8日00:00UTC，中太平洋飓风中心将发报的责任移交至联合台风警报中心，联合台风警报中心将其定为台风。3小时之后，乌莱奇达到了距离中途岛最近的位置，并在其南侧320千米处通过。系统横过国际日期变更线后不久，日本气象厅也为其发报，并估计其最低气压为945百帕，但这个数值是根据卫星云图导出的，而非实际测量得出的。乌莱奇继续向西北偏西方向移动，并维持强度至9月10日。当天，系统再次移动到引导气流微弱的副热带高压内两个反气旋之间。一道槽逐渐靠近乌莱奇，预计乌莱奇会因此转向东移动。但系统仅仅略微转向西北。逐渐增强的垂直风切变和冷空气使系统再次减弱。9月12日，乌莱奇减弱为热带风暴。

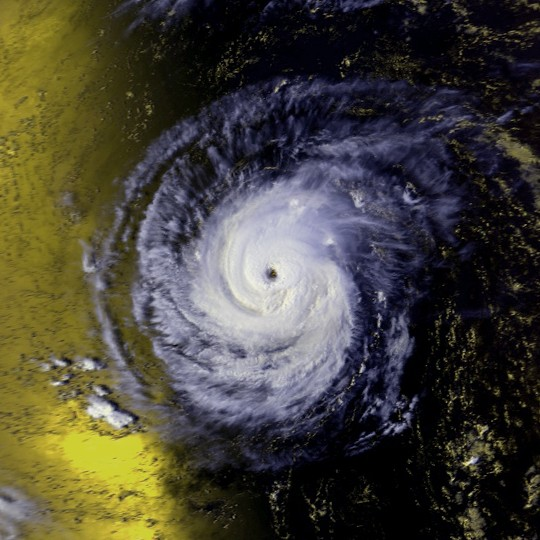
台风乌莱奇于9月8日达到第二次巅峰

垂直风切变的持续影响使系统的深对流消散殆尽。9月14日，仅剩下卷云环绕乌莱奇的中心。当天00:00UTC，联合台风警报中心为其发出最后警报。日本气象厅将其降格为热带低压，同时系统转向东移动。系统加速向东移动并于9月16日转化为温带气旋。次日，系统在远离大陆的国际日期变更线附近消散。

## 防灾措施和影响
9月3日，鉴于飓风乌莱奇在夏威夷以南停滞少动，中太平洋飓风中心为歐胡岛、考艾岛、尼豪岛发出热带风暴观察信号，并对所有岛屿发出海浪预警。 9月5日，随着乌莱奇继续向西移动，热带风暴观察信号被取消。乌莱奇不规则的运动也使预报员感到难以捉摸，他们一再向居民发出警告，以防飓风再次趋向该州。9月4日，威基基海滩和阿拉莫纳海滩的救生员从1.5-1.8米高的大浪中救出了19人。在瓦胡岛北部，2人在大浪中丧生。9月5日，飓风在约翰斯顿岛和法国军舰海滩的中点附近通过，由于离飓风中心较远，两个岛屿都没有受到破坏。9月7日，300名来自中途岛的居民和驻扎在库雷环礁的美国海岸警卫队人员准备好了抵御飓风。飓风乌莱奇最后在中途岛以南320千米处通过并产生了大浪，一些大浪涌上了韩德森空军基地。